# Zdaňovací období
Zdaňovací období je časový úsek, za který je vyměřována daňová povinnost (nutnost odvodu daní) a je finančnímu úřadu vystavováno daňové přiznání. Jeho délka je obvykle určena v zákoně, jenž danou daň stanovuje. Některé druhy daní ovšem nejsou vyměřovány na základě období a tudíž zdaňovací období nemají.

## Zdaňovacích období pro různé daně
Údaje uvedené v textu odpovídají české legislativě v roce 2012.
| Druh daně                                                                         | Zdaňovací období definováno? | Délka zdaňovacího období                                    |
| --------------------------------------------------------------------------------- | ---------------------------- | ----------------------------------------------------------- |
| Daň z příjmů fyzických osob                                                       | Ano                          | kalendářní rok                                              |
| Daň z příjmů právnických osob                                                     | Ano                          | Zákon definuje 4 varianty. Popis dále v textu               |
| Daň z nemovitých věcí                                                             | Ano                          | kalendářní rok                                              |
| Daň z nabytí nemovitých věcí                                                      | Ne                           |                                                             |
| Silniční daň                                                                      | Ano                          | kalendářní rok                                              |
| Daň z přidané hodnoty                                                             | Ano                          | kalendářní měsíc, nebo čtvrtletí – podle obratu plátce daně |
| Spotřební daň                                                                     | Ano                          | kalendářní měsíc                                            |
| Poplatek při registraci a přeregistraci motorového vozidla, tzv. „Ekologická daň“ | Ne                           |                                                             |
| Daň ze zemního plynu, daň z pevných paliv a daň z elektřiny                       | Ano                          | kalendářní měsíc                                            |

## Délky zdaňovacích období u daně z příjmů právnických osob
Daně právnických osob jsou upraveny zákonem číslo 586/1992 Sb., o daních z příjmů. Problematika stanovení zdaňovacího období je řešena v § 21a, který se dále odvolává
na pojmy hospodářský rok a účetní období. Tyto pojmy jsou stanoveny zákonem číslo 563/1991 Sb. Zákon o účetnictví.
Varianty stanovení zdaňovacího období jsou následující:
1. Kalendářní rok
2. Hospodářský rok
3. Období od rozhodného dne fúze nebo převodu jmění na společníka anebo rozdělení obchodní společnosti nebo družstva do konce kalendářního roku nebo hospodářského roku, ve kterém byly fúze nebo převod jmění na společníka anebo rozdělení zapsány v obchodním rejstříku.
4. Účetní období, pokud je toto účetní období delší než nepřetržitě po sobě jdoucích dvanáct měsíců.